# Абебе Вакгира
Абебе Вакгира (англ. Abebe Wakgira; Пустой шаблон {{ВД-Преамбула}} ) — эфиопский легкоатлет, выступавший в марафонском беге. Участник летних Олимпийских игр 1960 года.

## Биография
Абебе Вакгира родился 21 октября 1921 года на территории современной эфиопской зоны Борена в регионе Оромия.
В 1960 году вошёл в состав сборной Эфиопии на летних Олимпийских играх в Риме. В марафоне занял 7-е место, показав результат 2 часа 21 минута 9,4 секунды, уступив 5 минут 53,2 секунды завоевавшему золото Абебе Бикиле из Эфиопии.
Несмотря на то что Абебе Бикила и Абебе Вакгира перед стартом марафона получили спортивную обувь, после пробного забега на 10 км решили преодолеть дистанцию босиком, как им было привычнее — к тому же обувь была неудобной.
О дальнейшей жизни почти нет данных. Известно, что в 1997 году был жив.

## Личный рекорд
- Марафон — 2:21.10 (1960)[4]